# یارومیل ییرش
یارومیل ییرِش (چکی: Jaromil Jireš؛ ۱۰ دسامبر ۱۹۳۵ – ۲۴ اکتبر ۲۰۰۱) کارگردان و فیلم‌نامه‌نویس اهل جمهوری چک بود. فیلم فریاد (۱۹۶۳) او به عنوان نخستین فیلم موج نوی چکسلواکی شناخته می‌شود. از دیگر آثار مهمش شوخی (۱۹۶۹)، والری و هفتهٔ عجایبش (۱۹۷۰) و مرد جوان و موبی دیک (۱۹۷۹) را می‌توان نام برد.